# Benculu
Benculu (em indonésio: Bengkulu) é uma província da Indonésia localizada na porção sudoeste da ilha de Sumatra, ao longo da costa. Limita com as províncias de Sumatra Ocidental, Jambi, Sumatra do Sul e Lampungue. Sua capital é a cidade de Benculu. Integra a província a ilha de Enggano.

## História
A província foi formada em 18 de novembro de 1968, separando a antiga área de residência de Bencoolen da província de Sumatra do Sul, através da Lei No. 9 de 1967 e do Regulamento do Governo No. 20 de 1968.

## Geografia
A província contém 19.813 km2, e faz divisa com as províncias de Sumatra Ocidental ao norte, Jambi a nordeste, Lampung a sudeste e Sumatra do Sul a leste, além do Oceano Índico a noroeste, sul, sudoeste e oeste.
Bengkulu é a 25ª maior província em área, estando a mesma dividida em nove regências e a cidade de Bengkulu, a capital e a única cidade independente. Bengkulu também é a 26ª maior província em população da Indonésia, com 1.715.518 habitantes segundo o Censo de 2010 e 2.010.670 conforme o Censo de 2020.